# Берестова (зупинний пункт)
Берестова́ — пасажирський залізничний зупинний пункт Куп'янської дирекції Південної залізниці.
Розташований за кількасот метрів від села Берестове, Куп'янський район, Харківської області на лінії Куп'янськ-Вузловий — Красноріченська між станціями Куземівка (5 км) та Кислівка (10 км).
Не зважаючи на військову агресію Росії на сході Україні, транспортне сполучення не припинене, щодоби дві пари приміських поїздів здійснюють перевезення за маршрутом Сватове — Куп'янськ-Вузловий.